# Grotta di El Mirón
La Grotta di El Mirón è un sito archeologico che si trova in una grotta che si trova nel comune di Ramales de la Victoria nella comunità autonoma della Cantabria, nel nord della Spagna.

## Descrizione
La grotta è di grande importanza perché raccoglie reperti archeologici che risalgono fino al musteriano. La campagna di scavi condotta nell'estate del 2010 ha portato alla scoperta di quella che potrebbe essere la prima sepoltura magdaleniana rinvenuta nella Penisola Iberica.
Si tratta di una sepoltura secondaria, in cui parte delle ossa dello scheletro appaiono disordinate e ricoperte di ocra, pratica quest'ultima comune nei rituali funerari del paleolitico superiore, particolare che ha spinto i ricercatori ad interrogarsi sulla possibile datazione dei resti rinvenuti, probabilmente appartenenti a un adulto giovane e di piccola statura.
Le ossa ritrovate, una mascella completa, numerosi resti dello scheletro postcranico, vertebre, costole e diverse falangi, sono state rinvenute ricoperte da un blocco di pietra con incisioni, accanto alla parete di una grotta e circondate da piccoli fuochi. Tutti gli elementi ritrovati intorno ad essa, in particolare i falò e la vernice color ocra sulle ossa, hanno portato a credere che si trattasse di una sepoltura rituale del periodo magdaleniano, simile alla Signora rossa di Paviland, rinvenuta nel Regno Unito.

## Cluster genico
Sulla base del cluster genico, un gruppo di geni attraverso i quali è possibile risalire ad un antenato comune, composto da 6 individui risalenti a 19 000 - 14 000 dal presente (BP - Before Present in inglese) tutti ritorvati nella grotta e associati alla cultura magdaleniana, è stato definito il Cluster di El Mirón..
Questi studi genetici hanno rilevato una stretta relazione genetica tra i membri del Cluster di El Mirón con il fossile di GoyetQ116-1, un essere umano moderno europeo (EEMH, da European early modern humans in inglese) rinvenuto nella grotte di Goyet in Belgio, e risalente a un periodo compreso tra 35 160-34 430 anni BP; questa relazione confermerebbe l'ipotesi di una migrazione degli EEMH dalle aree più fredde del nord Europa verso i cosiddetti rifugi climatici meridionali, in  conseguenza dell'ultimo massimo glaciale, il periodo in cui le calotte glaciali raggiunsero la loro massima estensione, verificatosi intorno a 20.000 anni BP.